# Stora Majsor
Stora Majsor (finska: Iso Maisaari)  är en ö i Finland. Den ligger i Skärgårdshavet och i kommunen Nådendal i den ekonomiska regionen  Åbo ekonomiska region i landskapet Egentliga Finland, i den sydvästra delen av landet. Ön ligger omkring 25 kilometer sydväst om Åbo och omkring 170 kilometer väster om Helsingfors.
Öns area är 2,11 kvadratkilometer och dess största längd är 4,1 kilometer i öst-västlig riktning. Ön höjer sig omkring 35 meter över havsytan.